# 貝瑟尼·凱波
貝瑟尼·凱波（英語：Bethany Cabe）是一名在美國漫威漫畫中登場的女性虛構人物，在《鋼鐵人》漫畫中擔任配角。這個角色由大衛·米凱里尼和鮑伯·林頓創作，首次出現在《鋼鐵人》＃117（1978年12月）。

## 出版歷史
貝瑟尼·凱波最初出現在鋼鐵人＃117（1978年12月），由大衛·米凱里尼和鮑伯·林頓創作。
該角色隨後出現在鋼鐵人＃120-129（1979年3月- 12月），＃131（1980年2月），＃133-135（1980年4月- 6月），＃137-143（八月1980至1981年2月）以及全新鋼鐵人手冊（2008年）。
貝瑟尼·凱波為漫威宇宙官方手冊'89＃1 中的條目。

## 人物經歷
貝瑟尼·凱波首次出現在鋼鐵人（第1輯）＃117 頁面，而東尼·史塔克（鋼鐵人）正在參加卡涅利亞使館 (Carnelian Embassy) 的派對。史塔克試圖引出一名叫間諜大師的刺客。史塔克對這派對感到有點無聊，但他的注意力很快就被這名極具吸引力的紅髮女郎所吸引。
不久之後，貝瑟尼·凱波成為史塔克的女朋友，出現了各種任務，包括涉及羅克森能源公司的秘密行動。在此事件之後，貝瑟尼向史塔克透露，她與她最好的朋友琳恩·麥克福森 (Ling McPherson) 實際上是一起為凱波與麥克福森保全專家 (Cabe and McPherson Security Specialists) 工作的保鏢。貝瑟尼陪同史塔克前往大西洋城，鋼鐵人與熔爐，暴風雪和鞭狂發生了衝突。在戰鬥中，鋼鐵人幾乎被熔爐和暴風雪結合的極端溫度所擊敗。然而，貝瑟尼加入戰局拯救了他。貝瑟尼憑藉她在徒手格鬥中的專業技能快速解決了鞭狂。不幸的是，這場戰鬥開始了貝瑟尼和史塔克的保鏢鋼鐵人 (她以為鋼鐵人是史塔克的保鑣) 之間的裂痕，因為貝瑟尼認為鋼鐵人應該保護東尼·史塔克而不是參與戰鬥。當賈斯汀·漢默（Justin Hammer）控制了鋼鐵人的掌心雷射（Iron Man's repulsor）殺死卡涅利亞大使（Carnelian ambassador）。鋼鐵人因謀殺而被通緝，貝瑟尼和史塔克的關係也開始降溫。
史塔克開始大量酗酒。在史塔克最黑暗的時刻，貝瑟尼回來並給予她的愛，支持和友誼，幫助史塔克克服他的酒癮。在這段時間裡，貝瑟尼透露，她此前曾與一位名叫亞歷山大·梵·提爾堡的德國外交官結婚，後者患有毒癮。貝瑟尼解釋了她在提爾堡最需要她時離開，帶給她極大的遺憾和內疚，以及提爾堡如何在車禍中死亡。貝瑟尼相信如果她和他在一起，他今天仍然活著。
史塔克戒除了酒癮後，貝瑟尼恢復了與史塔克的關係，並成為他最親密的紅顏知己。然而，史塔克此時沒有透露他是鋼鐵人。不久之後，鋼鐵人再一次與面具夫人發生衝突。這一次，面具夫人和間諜大師一起綁架了貝瑟尼。面具夫人想要報復史塔克，並對貝瑟尼與東尼的親密關係感到嫉妒。面具夫人告訴她史塔克和鋼鐵人是同一個人，並相信這會讓凱波感到驚訝。然而，貝瑟尼解釋說她已經在幾週前就已經知道了這個秘密。憤怒的面具夫人試圖射擊凱波，但反而被對方制服了。這個事件開始了貝瑟尼·凱波和面具夫人之間的長期敵意。
在前往加勒比海的旅行中，貝瑟尼·凱波和東尼·史塔克終於找到了幸福，貝瑟尼回到家中，得知她的丈夫還活著並被關押在東德的某個地方。貝瑟尼決心拯救他，並對史塔克保持秘密和謹慎。凱波最終前往德國，在那裡被捕並被關押在一個名為“天堂之手 (Der Hand Von Himmel) ”的高科技設施中。鋼鐵人試圖營救她，但在協助她逃跑後，卻被抓獲並被囚禁。鋼鐵人與激光人作戰並逃走，但當他回到美國後，貝瑟尼告訴他，她回到了丈夫身邊，因此，她與史塔克的關係已經結束了。
不久之後史塔克又開始了另一次嚴重酗酒，這次更加嚴重。幾年後，貝瑟尼回來尋求史塔克的幫助，但被奧比戴亞·史坦捕獲，他使用心靈轉移技術將凱波的人格與面具夫人的人格轉換。在凱波的身體裡的面具夫人試圖殺死史塔克。然而，她被在面具夫人的身體的貝瑟尼給擊敗了。東尼成功地將他們的人格轉移回各自的身體。之後，貝瑟尼決定回到德國，正式結束與亞歷山大·梵·提爾堡的關係。然而，提爾堡因藥物過量而死亡。貝瑟尼一段時間沒有回來。
多年以後，在史塔克的神經系統被操縱，迫使他假裝自己的死亡後，巨型機器人奧提莫開始攻擊洛杉磯。詹姆士·羅德斯（即戰爭機器)招募了一小群史塔克的前朋友和僱員組成一個臨時小組，穿著鋼鐵人的前裝甲，成為鋼鐵軍團 (Iron Legion)。貝瑟尼·凱波是被招募的人之一。她穿著史塔克在裝甲戰爭之後穿過的盔甲，和戰爭機器以及其他鋼鐵人一起與奧提莫作戰。在東尼·史塔克回歸並摧毀他們的敵人之前，貝瑟尼和羅德斯是唯一留下的鋼鐵人。戰鬥結束後，史塔克招募貝瑟尼為史塔克企業的新安全主管。
貝瑟尼繼續擔任安全主管，純粹是以柏拉圖式的身份。然而，在穿越 (Crossing) 事件發生前不久，東尼再次與凱波重新建立了關係。這種關係並繼續沒有發展。
在War Machine Vol2＃1中，凱波再次成為詹姆士的盟友。在此期間，她穿著類似於他的戰爭機器裝甲，並在戰鬥中協助羅德斯。 接著，東尼·史塔克聘請她擔任新公司Stark Resilient的安保負責人。
在東尼的要求下，凱波被小辣椒·波茲重新聘用，以加強剛剛起步的創業公司Stark Resilient及其員工的安保。不信任的凱波的小辣椒試圖多次破壞她的職位，謊稱缺乏工資（以阻止她接受這份工作）並扣留有關公司內部間諜的潛在信息。凱波通過秘密捕捉波茲的影片進行報復。影片中，波茲穿著她個人的“救援”盔甲，在大事件恐懼本身中哭泣，然後將此影片洩露給股東。
凱波後來為Stark Resilien對抗內奸 (實際上是間諜大師) 的攻擊。

## 其他版本
- 在“ 鋼鐵人：終結” (Iron Man: The End) 中，東尼·史塔克最終與貝瑟尼·凱波結婚。在他們的晚年，他們退休並到史塔克設計的太空站繞地球軌道運行。
- 在最大（英语：Max (comics)）漫畫系列的美國戰爭機器 (US War Machine) 中，貝瑟尼是史塔克的保鏢和情人，也是史塔克設計的裝甲之一的使用者。

## 其他媒體
據“帝國雜誌”報導，凱特·瑪拉將在鋼鐵人2中飾演貝瑟尼·凱波這名角色。 雖然這位女演員後來確實出現在電影中 ，但其出演的角色並不是貝瑟尼·凱波。

## 外部連結
- Marvel Database.com Bethany Cabe Page （页面存档备份，存于）